# Унтердитфурт
Унтердитфурт (њем. Unterdietfurt) општина је у њемачкој савезној држави Баварска. Једно је од 31 општинског средишта округа Ротал-Ин. Према процјени из 2010. у општини је живјело 2.105 становника. Посједује регионалну шифру (AGS) 9277151.

## Географски и демографски подаци
Унтердитфурт се налази у савезној држави Баварска у округу Ротал-Ин. Општина се налази на надморској висини од 420 метара. Површина општине износи 27,5 km². У самом мјесту је, према процјени из 2010. године, живјело 2.105 становника. Просјечна густина становништва износи 76 становника/km².